# Sortfodet ilder
Den sortfodede ilder (Mustela nigripes) er et dyr i mårfamilien under rovdyrene. Den blev for nylig udryddet i naturen, men er gradvist ved at blive genindført gennem opdræt i fangenskabs-programmer.